# Sergejevka (ort i Kazakstan)
Sergejevka (ryska: Сергеевка, kazakiska: Sergeevka) är en ort i Kazakstan.   Den ligger i oblystet Nordkazakstan, i den norra delen av landet, 400 km nordväst om huvudstaden Astana. Sergejevka ligger 147 meter över havet och antalet invånare är 8 845.
Terrängen runt Sergejevka är platt. Runt Sergejevka är det glesbefolkat, med 8 invånare per kvadratkilometer. Det finns inga andra samhällen i närheten. Omgivningarna runt Sergejevka är en mosaik av jordbruksmark och naturlig växtlighet.